# Lo chiamavano Trinità...
Lo chiamavano Trinità... è un film del 1970, scritto e diretto da E.B. Clucher.
La pellicola è un western all'italiana in versione commedia.
È considerato un "classico" del cinema italiano, sia per gli amanti del genere commedia sia di quello western, anche se si tratta principalmente di una sobria e divertente parodia dei più cruenti spaghetti western, nata sulla loro proficua scia degli anni sessanta e settanta, di cui ricalca fedelmente lo stile, in cui le consuete sparatorie vengono sostituite dalle scazzottate della coppia Bud Spencer e Terence Hill, vero e proprio "marchio di fabbrica", che hanno reso famose nei loro svariati film.
Il sequel del film, dal titolo ...continuavano a chiamarlo Trinità e diretto dallo stesso regista, è uscito un anno dopo.

## Trama
Far West. Trinità, pistolero abilissimo, pigro e sciatto, vaga nel deserto sdraiato su una treggia trainata dal suo cavallo. Giunto in una locanda, divora un'intera padella di fagioli e affronta due cacciatori di taglie ai quali sottrae un presunto assassino messicano ferito a un braccio. Continuando il suo viaggio, giunge in un paese dove trova suo fratello, corpulento e burbero ladro di cavalli chiamato Bambino, nelle insolite vesti di sceriffo.
Bambino si trova alle prese con tre uomini armati che gli impongono di liberare di prigione un loro amico, colpevole di aver violentato una donna, moglie del giudice che lo dovrà processare. Controvoglia, accetta lo scontro a fuoco ed uccide i tre mostrando la sua destrezza con la pistola tra il disappunto del maggiore Harriman, spietato allevatore locale.
Dopo lo scontro, Trinità segue il fratello nel suo ufficio e gli chiede di aiutarlo ad estrarre la pallottola ancora conficcata nel braccio del messicano. Quest'ultimo, come anestesia, viene fatto ubriacare, quindi gli viene estratta la pallottola, viene medicato e infine messo in prigione. Una volta soli, Bambino racconta al fratello di essere da poco evaso, di aver incontrato il vero sceriffo del paese lungo il viaggio e, credendosi inseguito, di averlo azzoppato e derubato della stella. Continua il suo racconto dicendo che si è spacciato per il nuovo sceriffo del paese in attesa dell'arrivo dei suoi complici, Faina e il Timido, con i quali ha intenzione di recarsi in California per compiere nuovi furti di bestiame. Chiude infine il suo monologo manifestando a Trinità di non essere affatto contento del suo arrivo, conoscendo le sue doti di guastafeste.
Subito dopo entra in ufficio Jonathan Swift, il segretario tuttofare dello sceriffo, che lo informa che nel saloon gli uomini del maggiore hanno aggredito per l'ennesima volta due membri di una pacifica comunità di mormoni insediatisi nella zona. Bambino si reca al saloon per intimare a muso duro ad Harriman e ai suoi uomini di lasciare in pace gli agricoltori.
Tornati in ufficio, Bambino spiega a Trinità che lo spregevole maggiore vorrebbe cacciare i mormoni dal loro ricco pascolo per impossessarsene e farvi prosperare la sua mandria di cavalli. Bambino prova a convincere Trinità a dargli una mano ma quest'ultimo per pigrizia rifiuta.
Nonostante l'avvertimento dello sceriffo, il maggiore fa visita alla comunità dei mormoni minacciando il loro capo, Tobia, e facendo abbattere dai suoi uomini una casa in costruzione.
Più tardi in paese un altro mormone, accompagnato da due ragazze della comunità, Sarah e Giuditta, viene malmenato da due uomini di Harriman. Trinità interviene in sua difesa, pesta sonoramente i due prepotenti scagnozzi del maggiore e ne ferisce altri due con la pistola.
Quando Bambino viene a sapere dell'accaduto, s'infuria e cerca di cacciarlo dal paese ma poi, sotto ricatto, è costretto a nominarlo vicesceriffo. Forte della carica appena ricevuta, il giovane pistolero si mette nuovamente contro gli uomini del maggiore, provocandoli ma lasciando che sia solo Bambino a prendere parte alla scazzottata dalla quale esce facilmente vincitore.
Il giorno seguente i due fratelli fanno visita agli agricoltori mormoni. Tobia li invita a pranzo ma, prima che comincino a mangiare, vengono bruscamente interrotti dal bandito messicano Mezcal e dalla sua banda di rozzi fuorilegge. Essi sono soliti aggredire la pacifica comunità per schernirli e per estorcere pasti gratis. Quando viene a sapere che i mormoni non hanno del vino da offrire, Mezcal si infuria e comincia a schiaffeggiarli uno dopo l'altro. Arriva il turno di Bambino, scambiato da Mezcal per un mormone: lo schiaffeggia senza che Bambino se ne dia minimamente per inteso e viene steso da quest'ultimo con due poderosi schiaffoni. Mezcal, tramortito, è costretto ad andarsene con la coda fra le gambe.
Per liberarsi dello sceriffo e del suo vice, Harriman recluta due pistoleri professionisti. Trinità li incontra nell'emporio di proprietà del maggiore e, a suon di pistolettate, li costringe a fuggire in mutande. Harriman, furioso, minaccia i due fratelli di future conseguenze. Come se non bastasse, Bambino viene a sapere che il vero sceriffo del paese è sulle sue tracce. Preoccupato dei guai all'orizzonte e stanco del fratello attaccabrighe, Bambino lo costringe a lasciare il paese. 
Trinità si reca dai mormoni e decide di rimanere con loro, invaghito di Sarah e Giuditta. Qui viene a sapere che il maggiore intende allearsi con la banda di Mezcal per liberarsi degli agricoltori. Presso la comunità arrivano, stanchi per il viaggio, Faina e il Timido che sono alla ricerca di Bambino. Anch'essi hanno incontrato lungo il viaggio il vero sceriffo del paese e hanno finito con l'azzoppargli anche l'altra gamba.
Trinità accompagna i due nuovi arrivati da Bambino: gli chiede di aiutare gli agricoltori e gli promette che si toglierà per sempre di torno stabilendosi presso di loro. In vista dell'attacco, Trinità, Bambino, Faina e il Timido addestrano i mormoni a difendersi senza l'uso di armi da fuoco. Durante gli addestramenti Emiliano, un uomo di Mezcal, nascosto tra le colline, viene scoperto a spiare e viene catturato: con la pistola puntata dentro a una narice, egli confessa che Harriman ha promesso ai banditi messicani venti dei suoi cavalli in cambio dell'aiuto a far sgomberare i mormoni. Bambino e i suoi complici, travestiti da messicani e spacciandosi per quelli che devono prendere i venti cavalli, rubano in realtà l'intera mandria del maggiore nascondendola fra il bestiame dei mormoni.
Il giorno dell'attacco il maggiore e Mezcal, con i rispettivi uomini, vanno dai mormoni con cattive intenzioni. Con un abile stratagemma, Bambino e Trinità li disarmano: lo scontro si trasforma in una colossale scazzottata che vede vincitori Trinità, Bambino con la sua banda e gli agricoltori.
Una volta sconfitti gli aggressori, Bambino, Faina e il Timido recuperano i cavalli rubati al maggiore ma scoprono che, con il consenso di Trinità, i mormoni li hanno marchiati divenendone i proprietari. Furibondo, Bambino si allontana con i suoi complici risparmiando la vita di Trinità, rimasto con i mormoni, solo per il legame di sangue che li lega sebbene egli cominci a nutrire qualche dubbio.
Tobia tiene il discorso di benvenuto per il nuovo membro della comunità. Ma il giovane pistolero, udito che lo attendono la circoncisione e una vita di duro lavoro, preghiera e sacrifici, cambia rapidamente idea. Trinità scappa via e raggiunge il fratello e la sua banda. Bambino, diretto in California, gli intima di andarsene indicandogli di prendere la direzione diametralmente opposta alla sua. Poco dopo arriva da Trinità, rimasto solo, un uomo con una stella sul petto e due stampelle: è il vero sceriffo del paese, a caccia di Bambino e della sua banda. Trinità, dopo avergli indicato la via che ha intrapreso Bambino, si sdraia sulla sua treggia e, disubbidendo al fratello, si mette anch'egli in viaggio verso la California.

## Personaggi
- Trinità (Terence Hill): da una parte incarna il pistolero veloce (definito "la mano destra del diavolo"), dall'altro ridicolizza questa figura mostrandosi come un giovane pigro e svogliato tanto da farsi trascinare tutto il tempo su una slitta trainata dal suo cavallo. Nel film spara poche volte preferendo come arma l'astuzia per sfruttare il fratello Bambino, per raggiungere i suoi scopi dimostrando però anche affetto fraterno quando serve. È un tipo provocatore che si appiglia a ogni pretesto per scatenare risse e soddisfare il "prurito" alle mani che gli viene quando vede un abile pistolero. All'inizio non vorrà saperne di trattenersi in paese ma, dopo aver visto le ragazze mormoni ed essersene innamorato, decide di restare e aiutarle contro la spregevolezza del Maggiore Harriman e la prepotenza del ladrone Mezcal.
- Bambino (Bud Spencer): fratello maggiore di Trinità, è ladro di cavalli per professione nonché abile pistolero, viene definito "la mano sinistra del diavolo" (in quanto mancino). Caratterialmente, Bambino utilizza modi rozzi e si spazientisce facilmente pur evidenziando delle caratteristiche da "bonaccione". Scappato dal carcere di Yuma, forma una piccola banda composta dal Timido e Faina separandosi da loro durante l'inseguimento da parte dei Rangers. Dopo aver azzoppato e depredato uno sceriffo si stabilisce in città usurpandone il posto nell'attesa dei suoi uomini per razziare la mandria di cavalli ancora da marchiare del Maggiore Harriman. Con l'arrivo del fratello Trinità in paese cerca in un primo momento di convincerlo a rimanere per aiutarlo nel suo piano, ma, quando questi assume un atteggiamento provocatorio nei confronti del Maggiore, per paura di attirare l'attenzione dei Ranger tenta in seguito (fallendo) di mandarlo via.
- Jonathan Swift (Steffen Zacharias): è l'aiutante dello sceriffo. Detesta Trinità, che provoca solo guai, e si occupa delle celle, della cucina e dell'igiene generale, concedendo a Trinità un bagno dopo mesi (è dallo straripamento del Pecos che non vedevo tanto sudiciume è il suo commento all'acqua della tinozza in cui si lava Trinità). Si dimostra divertito nel vedere i mormoni subire le angherie degli uomini del Maggiore e più avanti si mostrerà anche opportunista quando, scoperta la vera identità di Bambino, tenterà di averne un guadagno personale.
- Tobia (Dan Sturkie): è il capo e la guida della comunità dei mormoni, ed è un uomo che conduce la sua vita all'insegna della povertà, del lavoro e della preghiera. Dopo essere stato raggiunto dai suoi "fratelli" tenta di costruire una casa e allevare del bestiame, ostacolato però dalle angherie degli uomini del diabolico Maggiore Harriman. Ripudia la violenza e segue solo ciò che è indicato nelle sacre scritture, e per questo è vittima anche dei ladroni messicani. Nonostante questi abusi continui da ambo le parti, continua a incitare i fratelli a porgere sempre l'altra guancia e a pregare, come lui stesso fa in più occasioni. Trinità, una volta entrato a far parte della comunità, tenterà di convincere Tobia e gli altri a difendersi con le armi. Al massimo essi gli concederanno l'insegnamento della difesa con le mani. Si dimostra un opportunista quando si appropria dei cavalli del Maggiore marchiandoli.
- Sarah e Giuditta (Gisela Hahn ed Elena Pedemonte): sono le due fanciulle mormoni che si innamorano di Trinità e lo convincono a unirsi a loro per difenderli dallo spregevole Maggiore Harriman. La loro religione ammette la poligamia e pertanto tutte e due hanno intenzione di sposarsi con il cowboy il quale, dopo aver capito che tipo di vita lo attende, scappa via.
- Faina e il Timido (Ezio Marano e Luciano Rossi): sono i due complici di Bambino, soprannominati così rispettivamente per la risata e l'infamia presentata dal primo e per la timidezza manifesta del secondo. Dopo aver ulteriormente azzoppato e derubato uno sceriffo zoppo che faceva la loro stessa strada, raggiungono il paese per incontrare il loro capo. Aiuteranno i mormoni ad addestrarsi per difendersi dall'attacco congiunto del Maggiore e di Mezcal e inoltre, sotto idea di Trinità, razzieranno tutti i cavalli del Maggiore tentando di accaparrarseli, anche se qualcosa alla fine non andrà proprio come previsto, dato che sono stati marchiati da Tobia.
- Maggiore Harriman (Farley Granger): è un borghese di alto ceto, ossessionato dai cavalli e dalla loro bellezza. Con le intimidazioni violente effettuate dai suoi uomini cerca di "convincere" i mormoni a cedergli la valle per far pascolare i suoi animali. Ha sempre la risposta pronta e dei modi raffinati anche se non è un uomo dotato di particolare spirito. Il suo potere viene messo in discussione prima da Bambino, il quale non essendo un vero sceriffo ignora le minacce del Maggiore nel rivolgersi al "Governatore" e poi da Trinità che sistemerà in parte i suoi uomini e che tramite il fratello gli metterà i bastoni tra le ruote.

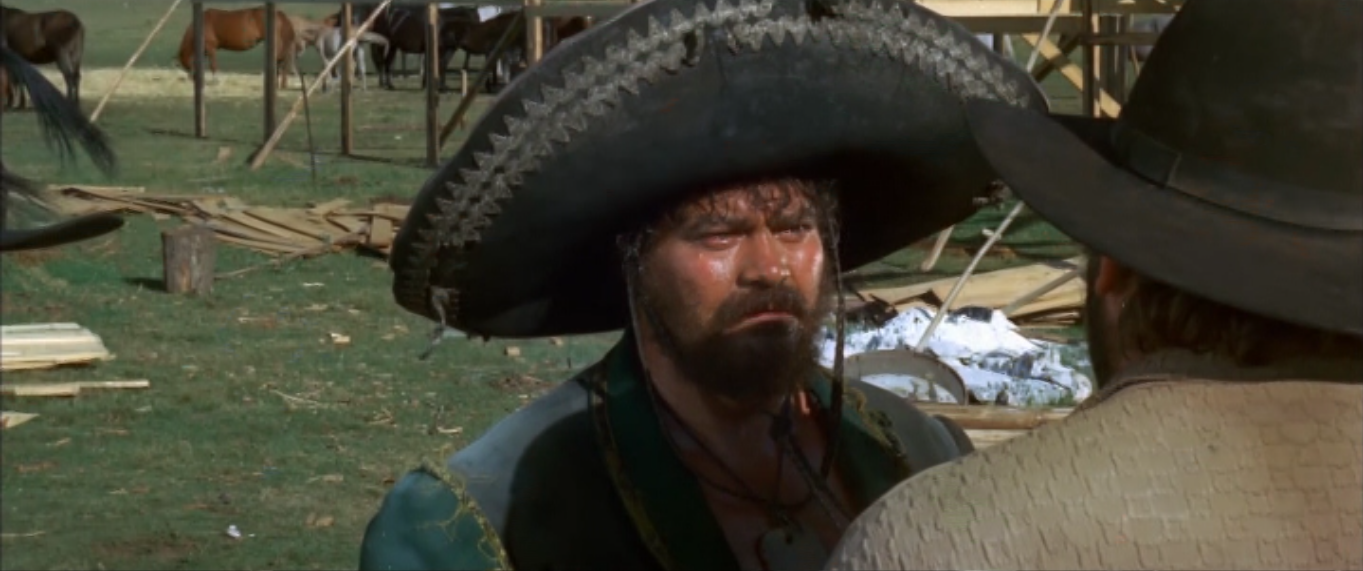
Mezcal (Remo Capitani) in una scena

- Mezcal (Remo Capitani): è il capo dei ladroni messicani e nemico di vecchia data del Maggiore Harriman. Approfitta della bontà dei mormoni per esigere con la prepotenza e violenza vino e cibarie da loro. Indossa un enorme sombrero in stile messicano, ed ha il vizio di ridere sempre e di picchiare i suoi desperados oltre ai mormoni. È un ladro irascibile, prepotente, incallito e inguaribile tanto che, quando stipula l'accordo con il Maggiore Harriman per cacciare i mormoni dalla valle, chiede espressamente di poter rubare i 20 cavalli promessigli come ricompensa, perché a suo dire "lavorare per essere pagati è umiliante". Alla fine sarà atterrato a suon di pugni da Bambino e poi, forse, arrestato dal vero sceriffo.
- Il messicano (Michele Cimarosa): dopo aver aggredito un "Gringo" che tentava di violentare la moglie e dopo essere stato strappato dalle grinfie di due cacciatori di taglie da Trinità, diventerà un alcolizzato che per la maggior parte del tempo rimarrà in cella. Siccome gli alcolizzati, secondo il vecchio Jonathan, hanno il "brutto vizio di dire la verità", alla fine verrà portato via dalla città.
- Lo sceriffo (Ugo Sasso): dopo essere stato azzoppato per un errore di valutazione prima da Bambino e poi da Faina e il Timido, li cercherà in lungo e in largo in cerca di vendetta presentandosi in città con le stampelle. Mostrando le taglie al vecchio Jonathan Swift, gli svelerà la vera identità di Bambino e verrà depistato dallo stesso per prendere tempo e avvisare il razziatore. Non smetterà comunque di cercarli e alla fine verrà messo sulle giuste tracce dei ricercati da un cowboy dispettoso, Trinità.
- Jeff (Riccardo Pizzuti): è il braccio destro del Maggiore Harriman, nonché gestore del suo più grande negozio, e il più carismatico tra i suoi uomini. Si scontrerà più volte con Trinità, che alla fine lo abbatte.
- Bounty Killer e Mortimer (Antonio Monselesan e Dominic Barto): i due killer assoldati dal maggiore Harriman per liberarsi di Bambino e Trinità. Si presentano come professionisti: Mortimer ha sempre la stessa espressione sul volto. Sfideranno Trinità il quale non resistendo alla tentazione di misurarsi con loro, cederà scatenando in seguito l'ira di Bambino che teme di attirare i Rangers.
- Emiliano (Thomas Rudy): spia fedelissima mandata da Mezcal per controllare i movimenti dei Mormoni. Viene beccato da Faina e si dimostrerà restio a confessare, ma con l'aiuto di una pistola puntata alle narici canterà come un uccellino svelando i dettagli dell'accordo tra il maggiore Harriman e il suo capo.
- Locandiere (Luigi Bonos): serve il tegame di fagioli a Trinità all'inizio della pellicola, rimanendo sconcertato dalla fame e sete di quest'ultimo e nel vederlo ripulire con voracità la padella dal suo contenuto in pochi minuti.

## Produzione
I due attori protagonisti, nella prima visione di Barboni, avrebbero dovuto essere gli attori italiani George Eastman, nella parte che fu di Pedersoli, e Peter Martell, nella parte che fu di Girotti.
Saputo che Barboni stava proponendo il copione a più produttori, furono gli stessi Girotti e Pedersoli a proporsi, in coppia, direttamente a Barboni (di fatto imponendosi per le due parti).

### Riprese
Gran parte degli esterni fu girata nella zona dell'altopiano di Camposecco, nel territorio del comune di Camerata Nuova (RM): poche centinaia di abitanti nell'attuale provincia di Roma, che sorge a circa 810 m di altitudine nel parco naturale regionale Monti Simbruini, presso il confine tra Lazio e Abruzzo. Per gratitudine, il comune di Camerata Nuova offrì la cittadinanza onoraria a Bud Spencer e Terence Hill.
Altri esterni furono girati in zona Campo della Pietra, nei pressi del Santuario della Santissima Trinità (Vallepietra), dove è ben visibile una targa a ricordo dell'evento, e a Campo Imperatore. La scena della cascata si svolge alle cascate di Monte Gelato, nel parco della valle del Treja (fra Roma e Viterbo). Il villaggio western è invece quello costruito negli studi di produzione De Laurentiis, lungo la via Pontina (infatti nelle scene del saloon, durante la notte, si vedono delle tende rosse dietro le porte e le finestre, che fanno capire come ci si trovi in un teatro di posa). Il complesso è poi caduto in stato di abbandono e del villaggio non è rimasta traccia. Le scene in cui Terence Hill viaggia per il deserto ed entra nella 'posada' a mangiare (all'inizio e alla fine del film) sono state girate alla periferia di Roma, nella Valle Galeria, in una cava di tufo lungo l'attuale autostrada A91 che conduce all'aeroporto di Fiumicino, mentre il paese con l'ufficio dello sceriffo (Bambino) si trova poco distante.
La scena in cui Trinità mangia un'intera padella di fagioli è stata girata una sola volta, dopo che Terence Hill aveva digiunato per le 24 ore precedenti (altre fonti dicono fossero 36 ore, altre ancora 48).
Hill rivelò che si allenava, a casa sua, dando schiaffi a una colonna; la cosa gli creò qualche problema con la moglie che aveva appena sposato, poiché lo credeva impazzito.

## Colonna sonora
Il commento musicale, il cui contributo occupa una parte importante nel successo del film, è stato composto da Franco Micalizzi. Il testo del brano che apre e chiude il film, Trinity, è stato scritto dal cantautore britannico Lally Stott. Il cantante che lo esegue è Annibale Giannarelli, un italo-australiano residente in Australia dotato di un'imponente presenza fisica e di una potente voce che ricordava quella di Tom Jones. Il celebre fischio, invece, è stato eseguito dal maestro Alessandro Alessandroni (lo stesso fischiatore dei film di Sergio Leone).
Nel film del 2012, Django Unchained, di Quentin Tarantino, il tema principale del film viene riproposto nella scena finale, poco prima dei titoli di coda.

## Distribuzione
Nonostante la sua prima distribuzione risalga al dicembre 1970, in alcune grandi città italiane come Roma e Torino la pellicola è stata proiettata solamente nei primi mesi del 1971.

### Data di uscita
Alcune date di uscita internazionali nel corso degli anni sono state:
- 22 dicembre 1970 in Italia in anteprima al Supercinema [16] di Roma e dal giorno successivo in tutte le altre città italiane.
- 2 marzo 1971 in Germania (Die rechte und die linke hand des Teufels)[17]
- 27 ottobre 1971 negli Stati Uniti d'America (They Call Me Trinity) - Los Angeles[18]
- 10 febbraio 1972 in Australia (They Call Me Trinity)[19]
- 10 maggio 1972 negli Stati Uniti d'America (They Call Me Trinity) - New York[20]

### Edizioni home video

#### Videocassette
In Italia il film è stato distribuito in VHS nel 1989 dalla Pentavideo. Nel marzo 1992 la videocassetta del film era nella top ten delle più vendute in Italia.

#### DVD
Il 10 dicembre 2003 il film è stato distribuito in DVD dalla Medusa Video in un'edizione della durata di 106 minuti, e quindi con circa quattro minuti di scene tagliate rispetto alla versione cinematografica (considerando la riduzione della frequenza dei fotogrammi). Questa versione è stata poi impiegata anche per la trasmissione televisiva. Il DVD includeva come extra due interviste ai protagonisti a cura di Mario Sesti, il trailer e una galleria fotografica. Il 6 settembre 2016 è stata distribuita dalla CG Entertainment una nuova edizione DVD che include le scene tagliate, oltre agli extra già presenti nella precedente edizione.

#### Blu-ray
Il 2 ottobre 2013 con il codice EAN 4049834006754 in Germania è stata distribuita una versione Blu-ray della durata di 113 minuti che include oltre al tedesco e all'inglese anche la lingua italiana.

## Accoglienza

### Incassi
Oltre a essere stato vicecampione d'incassi nella stagione cinematografica italiana 1970-71 con ₤ 3.104.061.000, il film è stato anche campione d'ascolti nei suoi innumerevoli passaggi televisivi. Nel 1988, in una delle frequenti messe in onda in prima serata degli anni ottanta, ha fatto registrare un ascolto di oltre 11 milioni di telespettatori dall'Auditel.

### Critica
La pellicola ha innovato il genere "spaghetti western", creando un sottogenere parodistico che è stato definito da alcuni "fagioli western", prendendone in giro molti stereotipi in modo intelligente e andando oltre ogni più rosea previsione nel riuscire a conciliare il successo di pubblico e di critica.

## Sequel
- ...continuavano a chiamarlo Trinità, regia di E.B. Clucher (1971)
- Trinità & Bambino... e adesso tocca a noi!, regia di E.B. Clucher (1995)
- Trinità, la suora e la pistola, regia di Terence Hill (in produzione)[26][27][28]

Inoltre nel 1988 i personaggi di Trinità e Bambino comparvero nel film taiwanese Trinity Goes East diretto da Robert Tai.